# 당진시 (선거구)
당진시는 대한민국의 국회의원 선거구이다. 충청남도 당진시를 관할한다. 현 지역구 국회의원은 더불어민주당의 어기구이다.

## 역사
2012년 1월 1일을 기해 당진군이 당진시로 승격되었다. 이에 대한민국 제19대 국회의원 선거를 앞두고 당진군 선거구가 당진시 선거구로 개편되었다.

## 관할 구역
| 대수  | 관할 구역   |
| ----- | ----------- |
| 19대~ | 당진시 일원 |

## 역대 국회의원
| 선거   | 정당 | 정당         | 의원   |
| ------ | ---- | ------------ | ------ |
| 2012년 |      | 새누리당     | 김동완 |
| 2016년 |      | 더불어민주당 | 어기구 |
| 2020년 |      | 더불어민주당 | 어기구 |
| 2024년 |      | 더불어민주당 | 어기구 |

## 역대 선거 결과

### 대한민국 제19대 국회의원 선거
|  | 44.20% |

|  | 24.88% |

|  | 22.03% |

|  | 3.27% |

|  | 2.93% |

|  | 1.42% |

|  | 0.85% |

|  | 0.38% |

### 대한민국 제20대 국회의원 선거
|  | 40.44% |

|  | 38.76% |

|  | 18.14% |

|  | 1.95% |

|  | 0.69% |

### 대한민국 제21대 국회의원 선거
|  | 47.66% |

|  | 30.25% |

|  | 18.96% |

|  | 1.95% |

|  | 0.64% |

|  | 0.52% |

### 대한민국 제22대 국회의원 선거
|  | 51.78% |

|  | 48.21% |